# La caduta de' giganti

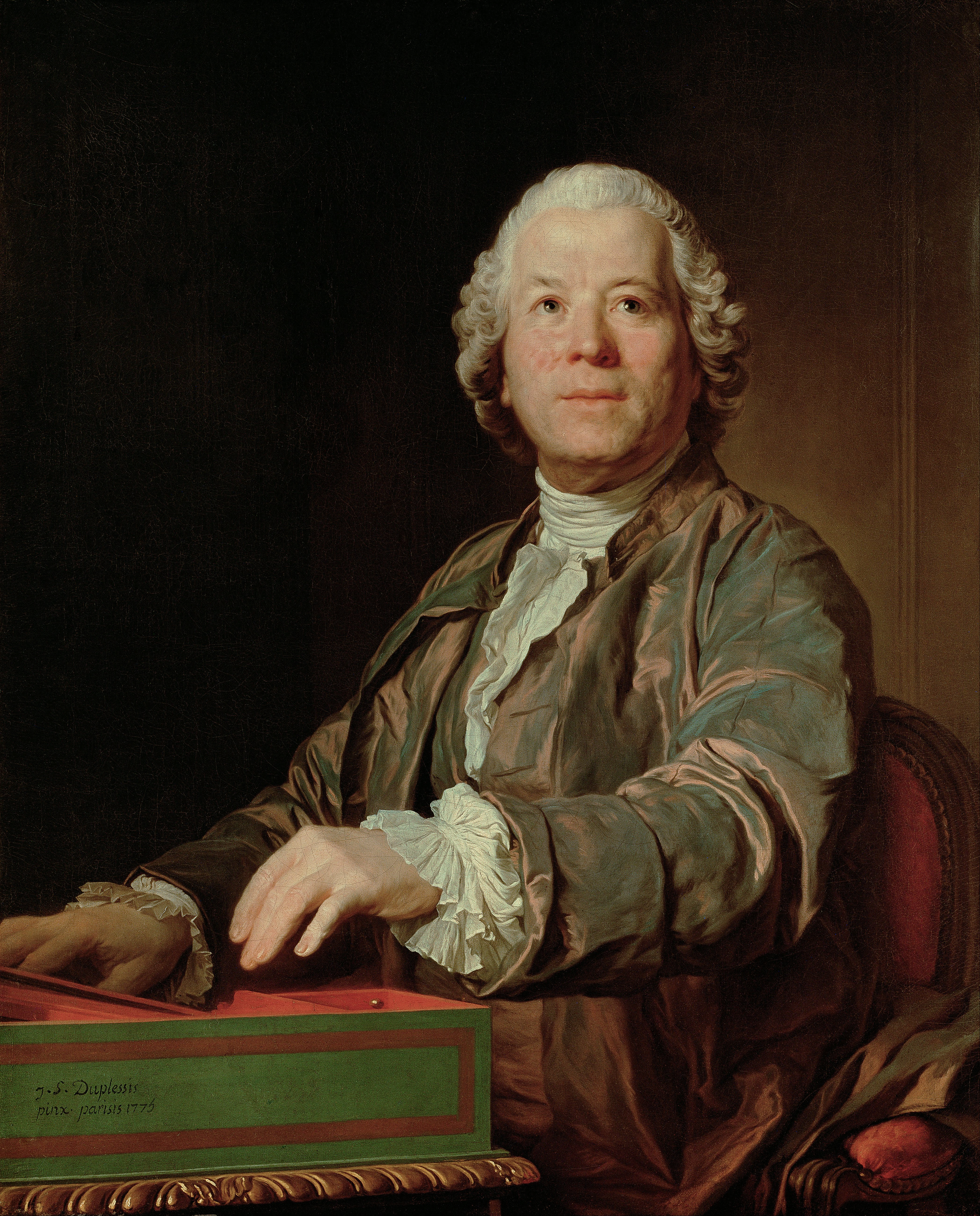
Christoph Willibald Gluck.

La caduta de' giganti (Jättarnas fall) är en opera (dramma per musica) i två akter med musik av Christoph Willibald Gluck och libretto av Francesco Vanneschi.

## Historia
1745 reste Gluck till London för att göra karriär men hans operor blev inga större succéer. La caduta de' giganti hade premiär den 7 januari 1746 på King's theatre i London och åtnjöt tillräcklig popularitet, på grund av sitt allegoriska innehåll om Bonnie Prince Charlie och jakobiternas nederlag, för att ingå i en samling "Favourite Songs", som publicerades av John Walsh 1746. Allt som återstår av operan är fem arior och en duett.